# Franco Langella
Franco Langella (Castellammare di Stabia, 8 febbraio 1906 – Napoli, 3 dicembre 1971) è stato un compositore e direttore d'orchestra italiano.

## Biografia
Nel cinema italiano fu autore delle colonne sonore di quasi trenta film tra il 1948 e il 1965, quasi tutti del genere melodramma sentimentale (o neorealismo d'appendice). Nel 1955 compose un'opera lirica, Assunta Spina, su libretto di Vittorio Viviani, basata sul dramma omonimo di Salvatore Di Giacomo, che ebbe la prima rappresentazione al Teatro delle Novità di Bergamo.
Era il marito dell'attrice e cantante Tecla Scarano.

## Filmografia

### Colonne sonore
- Calamita d'oro, regia di Armando Fizzarotti (1948)
- La figlia del peccato, regia di Armando Ingegnero (1949)
- Napoli eterna canzone, regia di Silvio Siano (1949)
- Luna rossa, regia di Armando Fizzarotti (1951)
- Fuoco nero, regia di Silvio Siano (1951)
- Rosalba, la fanciulla di Pompei, regia di Natale Montillo (1952)
- Cuore forestiero, regia di Armando Fizzarotti (1952)
- ...e Napoli canta!, regia di Armando Grottini (1953)
- Balocchi e profumi, regia di Natale Montillo e F. M. De Bernardi (1953)
- Soli per le strade, regia di Silvio Siano (1953)
- In amore si pecca in due, regia di Vittorio Cottafavi (1954)
- Piccola santa, regia di Roberto Bianchi Montero (1954)
- Napoli è sempre Napoli, regia di Armando Fizzarotti (1954)
- Addio, Napoli!, regia di Roberto Bianchi Montero (1955)
- Cantate con noi, regia di Roberto Bianchi Montero (1955)
- Giuramento d'amore, regia di Roberto Bianchi Montero (1955)
- Ci sposeremo a Capri, regia di Siro Marcellini (1956)
- Guaglione, regia di Giorgio Simonelli (1956)
- Saranno uomini, regia di Silvio Siano (1956)
- Sigfrido, regia di Giacomo Gentilomo (1957)
- La trovatella di Pompei, regia di Giacomo Gentilomo (1957)
- Napoli, sole mio!, regia di Giorgio Simonelli (1958)
- La sposa, regia di Natale Montillo ed Edmondo Lozzi (1958)
- Sogno di una notte di mezza sbornia, regia di Eduardo De Filippo (1959)
- Solitudine, regia di Renato Polselli (1961)
- Ultimatum alla vita, regia di Renato Polselli (1962)
- La donnaccia, regia di Silvio Siano (1965)